# سعادة المستظهري
وهو الأمير عز الدين أبو الحسن سعادة بن عبد الله الرومي المستظهري. (نسبة لسيدهِ المستظهر بالله) الخادم للرسائل.
ذكر أبو الحسن محمد بن عبد الملك الهمذاني في تاريخهِ، وقال: ((كان خادماً شهماً، لهُ منظر حسن، ومخبر مستحسن، يفصح بأكثر اللغات)).
أرسلهُ الخليفة المستظهر بالله إلى السلطان محمد بن ملك شاه السلجوقي، في شهر محرم من عام 495 هـ، فأحسن السفارة والمفاوضة وأصطحب معهُ الشيخين الحسن بن محمد الأستربادي، وأبا سعد ابن الحلواني، فمضى وأدى المهمة، وعاد بالأموالِ الوفيرة، والهدايا الكثيرة.
وكان يتولى مصالح الناس، مع الشحنة (ابن البرسقي). وعمر لنفسهِ الدار الجميلة المطلة على نهر دجلة، وهي التي أوقفها على فقراء الصوفية، وجعل أمرها إلى القاضي وجيه الدين عمر السهروردي البكري، وعلى عقبهِ ونسلهِ، وقد آل النظر فيها إلى الشرع.
ولقد كان يحب أهل العلم والعلماء وسعى في الأنفاق عليهم وأسس الأمير سعادة المستظهري مدرسة لتدريس المذهب الحنفي في مدينة بغداد، وألحق إلى جوارهـا رباطهِ المعروف على شاطيء نهر دجلة، في موضع المحاكم المدنية القديمة في مبنى القشلة عند رأس (سوق السراي) المخصص لبيع الكتب حالياً في نهاية شارع الأكمكخانة المعروف بشارع المتنبي حاليا.

## وفاته
توفي الأمير سعادة المستظهري في بغداد عام 500هـ/1109م، ودفن في مقبرة الخيزران في الأعظمية.